# Mały Teriański Stawek
Mały Teriański Stawek (słow. Malé Terianske pleso) – jeden z trzech Teriańskich Stawów, położony na wysokości 2115 m n.p.m., w Niewcyrce (odnoga Doliny Koprowej), w słowackich Tatrach Wysokich. Znajduje się nieopodal Wyżniego Teriańskiego Stawu, u stóp Niewcyrskiej Przełęczy. Jest to jeden z najwyżej położonych stawów tatrzańskich (dokładnie czwarty z kolei). Rejon doliny jest rezerwatem ścisłym z zakazem wstępu. Do stawu nie prowadzą żadne znakowane szlaki turystyczne.